# Juan Guillermo Ríos Ide
Juan Guillermo Ríos Ide (Concepción, 8 de abril de 1925-Aventura, 17 de mayo de 2017) fue un escritor chileno.

## Biografía
Es el tercer hijo del expresidente de Chile Juan Antonio Ríos y de Marta Ide Pereira. Estuvo casado con Elisa León Puelma, naciendo de dicho matrimonio un hijo de nombre Juan Guillermo Ríos León.
Vivió 14 años en Ecuador, residente de los Estados Unidos desde 1969, en 1994, Ríos Ide escribió el libro Change; the Overhauling of the United States as seen by a Taxpayer.
El 24 de enero de 2007, Ríos Ide solicitó por carta al fiscal jefe de la Corte Penal Internacional de La Haya, Luis Moreno Ocampo la investigación y el subsecuente enjuiciamiento de graves crímenes internacionales cometidos por el presidente, George W. Bush y por el vicepresidente, Dick Cheney, de los Estados Unidos. Basado en el «respeto por la Ley y por los derechos humanos de personas de todas las nacionalidades heredado de su padre», por una segunda carta del 1 de marzo de 2007, Ríos Ide solicitó que la Pre-Trial Chamber de la CPI lo llame como testigo y víctima de dichos crímenes en los procedimientos preliminares de una posible investigación y consecuente enjuiciamiento de Bush y Cheney. La oficina del fiscal jefe de la CPI confirmó oficialmente el 2 de febrero de 2007 haber recibido la solicitud de Ríos Ide (referencia: OTP-CR-38/07). La Oficina del Fiscal Jefe de la CPI aún no ha tomado una decisión respecto a esta solicitud.